# 中尊寺 (台中市)

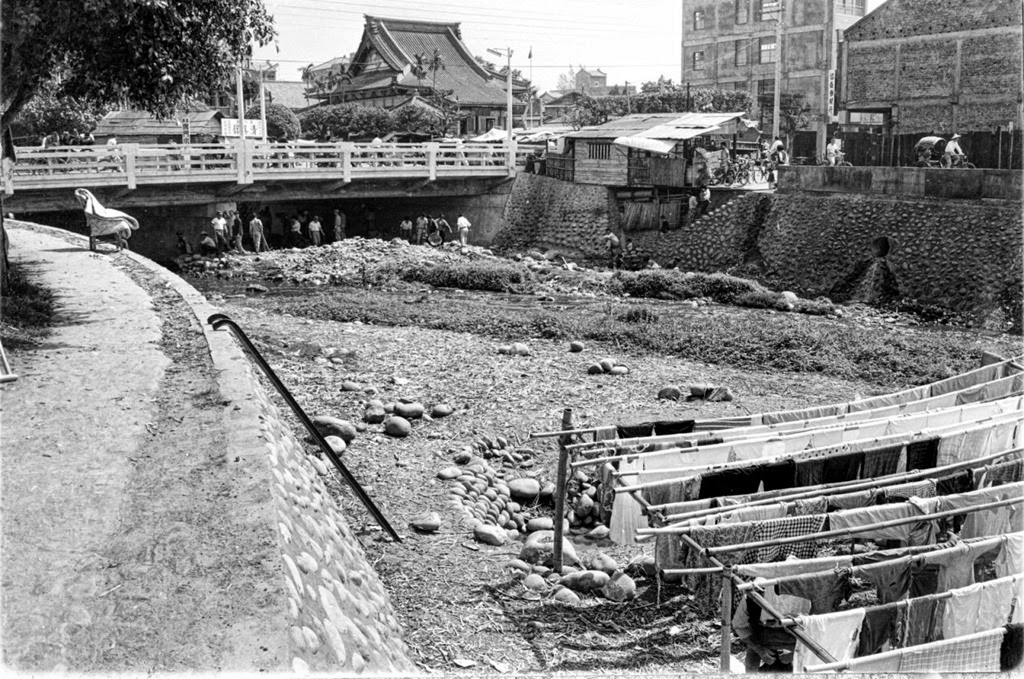
約1965年的中尊寺

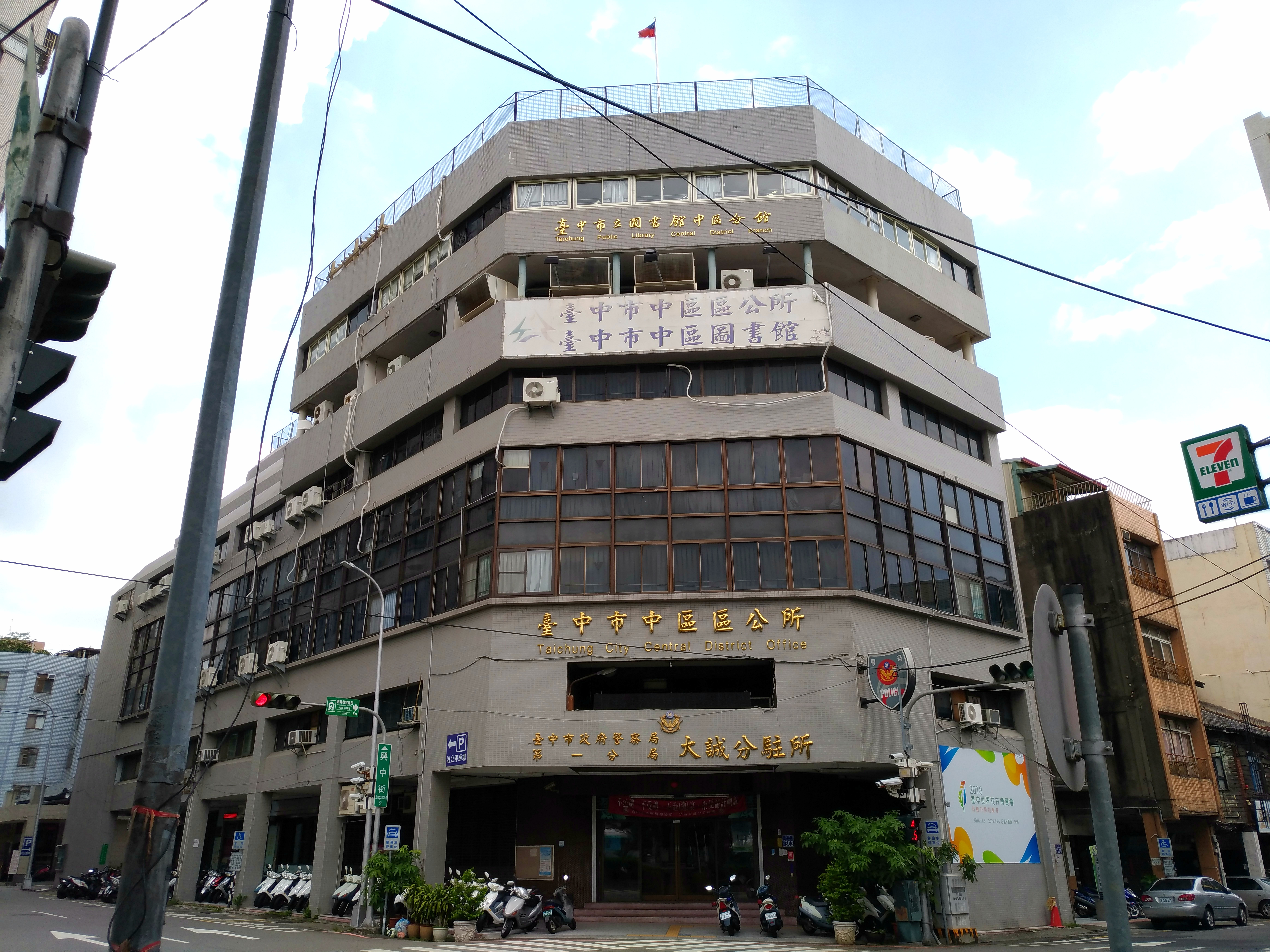
中尊寺現址一景，部分面積改建為中區區公所

中尊寺，是台灣日治時代建於台灣台中市柳町（現 台中市中區）的淨土真宗本願寺派寺院，山號「護台山」。戰後廢寺。

## 歷史
- 明治29年（1896年）：本願寺派在台中設置布教所，佔台中萬春宮寺廟。
- 明治33年（1900年）：布教所移轉至新町（後改稱新富町）。
- 明治34年（1901年）：布教所移轉至柳町。
- 大正4年（1915年）：布教所改稱「中尊寺」。
- 二戰後，被國民政府接收廢寺，本堂（大殿）改為中區區公所。
- 中區區公所改建後，僅存輪番所。
- 2013年，輪番所被中區區公所全數拆除。